# Suore della Croce (Chavanod)
Le suore della Croce (in francese sœurs de la Croix) sono un istituto religioso femminile di diritto pontificio: i membri di questa congregazione, dette suore di Chavenod, pospongono al loro nome la sigla S.C.C.

## Storia
La congregazione venne fondata nel 1838 a Chavanod, nell'Alta Savoia, da Pierre-Marie Mermier (1790-1862) con l'aiuto di Claudine Echernier.
Le suore della Croce si diffusero rapidamente in Francia, Svizzera e Savoia: nel 1869, alla morte della fondatrice, la congregazione contava già oltre trecento suore. Nata per l'insegnamento, nel 1886 si aprì all'apostolato missionario fondando una comunità in India. A causa della politica anticlericale della Francia degli inizi del '900, la sede della congregazione venne trasferita in Svizzera, ma tornò a Chavenod nel 1920.
L'istituto venne approvato come congregazione di diritto diocesano dal vescovo di Annecy, Pierre-Joseph Rey, il 4 novembre 1841; ha ricevuto il pontificio decreto di lode il 30 novembre del 1932; le sue costituzioni sono state approvate definitivamente dalla Santa Sede nel 1941.

## Attività e diffusione
Nel secondo dopoguerra le religiose hanno lasciato l'istruzione, attività per la quale erano sorte, per dedicarsi all'insegnamento del catechismo e alla cooperazione missionaria.
Sono presenti in Europa (Francia, Svizzera, Romania), in Africa (Camerun, Repubblica del Congo, Kenya, Tanzania, Uganda), in America (Colombia, Ecuador, Perù, Stati Uniti d'America) e in Asia (India, Israele, Nepal, Palestina, Sri Lanka): la sede generalizia è a Ginevra, in Svizzera.
Al 31 dicembre 2005 l'istituto contava 1.387 religiose in 188 case.